# 建福寺
建福寺（けんぷくじ）は、長野県伊那市高遠町西高遠にある臨済宗妙心寺派の寺院である。

## 歴史
伝承によれば文覚上人（1139年～1203年）が独鈷池付近に開創。
康元元年（1256年）蘭渓道隆（大覚禅師）が立ち寄り、鉾持山乾福興国禅寺（ほこじさんけんぷくこうこくぜんじ）を興した。
のち、武田信玄の帰依により、静岡市の臨済寺から東谷宗杲禅師を招いて中興開山とし、妙心寺派となった。
貞享2年（1685年）、喝道和尚中興、明和3年（1765年）3月24日類焼、安永4年（1775年）少山和尚がさらに中興するも、嘉永4年（1851年）正月19日焼失、安政3年（1856年）に再建した。
武田勝頼が高遠城主の時、武田家菩提所とし、母諏訪御料人を埋葬して乾福院殿という。
さらに次の藩主、保科氏も菩提寺とし、大寶山建福寺と改名。
寛永13年（1636年）保科正之が会津若松藩主となり、移封する際に、鉄舟和尚が供奉して会津にも建福寺 (会津若松市)を創建した。

## 文化財

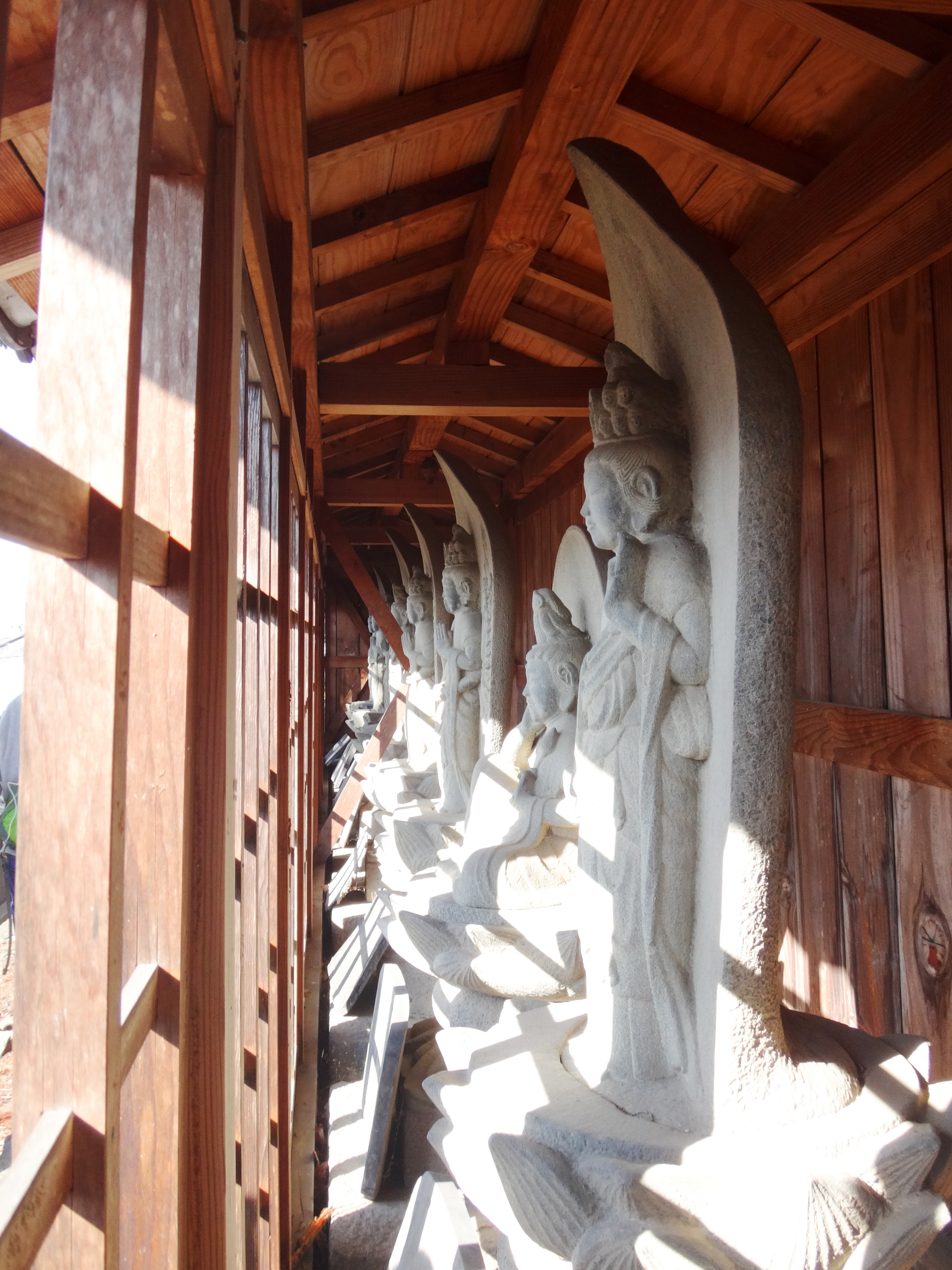
石仏群（市指定）

### 重要文化財（国指定）
- 紙本墨画観音竜虎図

江戸初期の画家狩野興以筆の墨絵である。重要文化財指定名称は「紙本墨画中観音左右竜虎図」。三幅対で構成され、中幅に白衣観音、その左右に龍と虎が配されている。一幅の縦は167.3cm・幅は106.1cmである。大正12年（1923年）3月28日に重要文化財に指定された。

### その他
- 建福寺の石仏群

本堂への階段へ上る石段の両側および境内には、江戸時代の高遠石工によって作られた45体の石仏がある。45体の石仏のうち、西国三十三観音が33体、延命地蔵1体、願王地蔵1体、六地蔵6体、不動明王1体、楊柳観音1体、法陀羅山地蔵1体、仏足石などがある。
- 保科家

保科氏は二代将軍の子、正之を養子とし会津若松城主に栄転の節には勉学の師である第五世鉄船和尚が共奉し会津に建福寺を創建する。当時は群下に末寺八ヶ寺を有する。